# Frank Richard Löbell
Frank Richard Löbell, nemški matematik, * 11. maj 1893, Tandjong Morawi, Sumatra, † 31. maj 1964, München.
Löbell je deloval predvsem na področju geometrije.

## Življenje in delo
Do svojega 10. leta je trpel za malarijo. Ko je njegov oče zbolel in se nato odločil, da se z družino vrne v Nemčijo, je umrl na morskem potovanju, ko je bil njegov sin Frank Löbell star pet let. Mati se je najprej preselila v Ludwigsburg in nato v Strasbourg, ki je bil tedaj del Nemčije. Löbell je tam hodil v šolo in leta 1912 opravil maturo na protestantski gimnaziji.
Od leta 1912 do 1918 je študiral matematiko in fiziko na Univerzi v Strasbourgu. Študij je nadaljeval na Univerzi v Freiburgu od 1918 do 1920, kjer je diplomiral na Univerzi v Tübingenu.
Leta 1920 je opravil prvi in leta 1921 drugi strokovni izpit za višje učiteljstvo v Württembergu.
Leta 1926 je doktoriral pri Karlu Kommerellu na Univerzi v Tübingenu z delom Povsod regularne neomejene ploskve z dano ukrivljenostjo (Die überall regulären unbegrenzten Flächen fester Krümmung), 92 strani. Predlog za to delo je prišel od Friedricha Heinricha Schura, Gerhard Hessenberg pa je zagotovil podporo.
Leta 1928 je habilitiral na Tehniški visoki šoli v Stuttgartu s študijem o geodetkah na Clifford-Kleinovih ploskvah.
Od 1922 do 1928 je bil asistent Martina Wilhelma Kutte na Tehniški visoki šoli v Stuttgartu, od 1928 do 1930 pa je bil zasebni profesor na Tehniški visoki šoli v Stuttgartu.
Od 1931 do 1934 je bil profesor geometrije na Tehniški visoki šoli v Stuttgartu, od 1934 do upokojitve 1959 pa redni profesor geometrije na Tehniški visoki šoli v Münchnu. Zraven predmetov iz opisne geometrije je tam redno predaval, med drugim: o diferencialni geometriji, osnovah geometrije, neevklidski geometriji, sintetični (projektivni) geometriji, geometrijskih konstrukcijah in kartografskih projekcijah.
Po razpadu tretjega rajha so bili univerza in močno poškodovana tla oddelka za geometrijo v obžalovanja vrednem stanju. Obnova univerze in njenih inštitutov, nadaljevanje poučevanja, ponovna vzpostavitev njenega notranjega reda in strukture samouprave so predstavljali številne in težke naloge, ki jim je Löbell posvetil vse svoje moči.
Leta 1946 je postal dekan in v letih 1947/1948 prodekan Fakultete za splošne vede. Zaupanje sodelavcev mu je v letih 1949/50 omogočilo mesto prorektorja Tehniške visoke šole v Münchnu. Od leta 1947 je bil redni član Bavarske akademije znanosti, kjer je začasno opravljal funkcijo razrednega tajnika razreda za matematiko in naravoslovje, sodeloval je pri več naročilih in pri izdaji zbranih matematičnih del Constantina Carathéodoryja. Leta 1960 je postal član Keplerjevega društva.
Čeprav ga je oslabljeno zdravje dolgo časa oviralo, se je znanstveno ukvarjal vse do svoje smrti. Dokončanje nove izdaje dela Neevklidska geometrija (Nichteuklidischen Geometrie, zbirka Göschen) Richarda Baldusa in Löblla je bilo njegovo zadnje delo.

## Zasebno življenje in družina
Hudi udarci usode mu niso prizanesli. Med 2. svetovno vojno je zaradi bombardiranja izgubil stanovanje in celotno knjižnico. Njegov najstarejši sin je bil pogrešan med spopadi na Pomorjanskem. Najmlajši sin je po kratki hudi bolezni kmalu po vojni umrl pri 15 letih.